# Palestra Itália Futebol Clube
O Palestra Itália Futebol Clube foi um clube brasileiro de futebol da cidade de Curitiba, Estado do Paraná.
Fundado em 1921 e extinto em 1971, quando se fundiu com o Britânia Sport Club e o Clube Atlético Ferroviário para dar origem ao Colorado Esporte Clube.

## Títulos
| ESTADUAIS  | ESTADUAIS                | ESTADUAIS | ESTADUAIS         |
| Competição | Competição               | Títulos   | Temporadas        |
| ---------- | ------------------------ | --------- | ----------------- |
|            | Campeonato Paranaense    | 3         | 1924, 1926 e 1932 |
|            | Torneio Início do Paraná | 3         | 1925, 1929 e 1931 |
| MUNICIPAIS |                          |           |                   |
| Competição | Competição               | Títulos   | Temporadas        |
|            | Liga Curitibana          | 1         | 1932              |

 Campeão invicto

### Campanhas de destaque
| Competição | Competição            | Temporadas | Melhor campanha      | Estreia | Última |
| Paraná     | Campeonato Paranaense | 31         | Campeão (três vezes) | 1921    | 1965   |

| Palestra Itália Futebol Clube | Palestra Itália Futebol Clube | Palestra Itália Futebol Clube | Palestra Itália Futebol Clube | Palestra Itália Futebol Clube |
| Torneio                       | Campeão                       | Vice-campeão                  | Terceiro colocado             | Quarto colocado               |
| ----------------------------- | ----------------------------- | ----------------------------- | ----------------------------- | ----------------------------- |
| Campeonato Paranaense         | 3 (1924, 1926, 1932)          | 2 (1921, 1952)                | 3 (1923, 1930, 1931)          | 3 (1927, 1928, 1950)          |